# Джамоат імені Абуабдулло Рудакі
Джамоат імені Абуабдулло́ Руда́кі (тадж. Ҷамоати ба номи Абӯабдулло Рӯдакӣ) — джамоат у складі Восейського району Хатлонської області Таджикистану.
Адміністративний центр — село Анорістон.
До 7 січня 2013 року джамоат називався імені Мічуріна.
Населення — 8265 осіб (2010; 8417 в 2009).
До складу джамоату входять 4 села:
| Населений пункт | Стара назва | Населення, осіб (2009) | Населення, осіб (2010) |
| --------------- | ----------- | ---------------------- | ---------------------- |
| Анорістон       | -           | 3257                   | 3147                   |
| Ґофілобод       | -           | 1018                   | 742                    |
| Мехнатобод      | -           | 3457                   | 3428                   |
| Сарі-Ангур      | -           | 685                    | 948                    |